# Безобразов, Сергей Дмитриевич
Серге́й Дми́триевич Безобра́зов (22 августа 1801 — 6 декабря 1879) — русский генерал из рода Безобразовых, участник Кавказских походов.

## Военная карьера
Сын владимирского помещика Д. А. Безобразова (1765—1842), который оставил службу в чине статского советника. Получив домашнее образование, поступил на службу в возрасте 16 лет юнкером в Кавалергардский Её Величества полк, откуда, год спустя, переведён в Лейб-гвардии Подольский кирасирский полк. Произведённый здесь в 1828 году в корнеты, Безобразов в 1830 году был определён адъютантом к цесаревичу Константину Павловичу и, находясь в Польше, принял участие в усмирении польского восстания; здесь, за отличие в сражениях и за распорядительность и мужество при выполнении различных поручений, он 25 июня 1831 года был пожалован в звание флигель-адъютанта, в августе того же года награждён золотым оружием с надписью «За храбрость», а в декабре — Знаком отличия за военное достоинство 4-й степени.

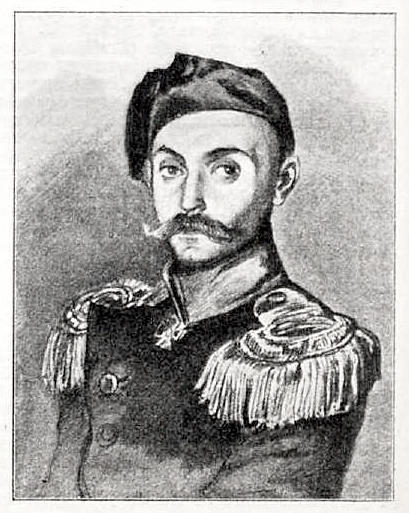
Фото из «Военной энциклопедии»

С 1834 года ротмистр Безобразов стал участником экспедиций против кавказских горцев, причем в августе того же года, командуя авангардом отряда генерала Вельяминова, имел неоднократные стычки с неприятелем за Кубанью, здесь в одном из дел он был тяжело ранен; в феврале 1835 года с отрядом генерала Засса вступил в землю непокорных убыхов, а в июле начальствуя всей кавалерией в отряде Вельяминова, во многом содействовал экспедиции последнего по устройству укрепленной линии от Ольгинского тет-де-пона до Геленджика. Произведённый за отличие в чин полковника, он был причислен к штабу отдельного Кавказского корпуса, а в декабре 1835 года назначен командиром Нижегородского драгунского полка. Принимая во главе последнего участие в экспедициях против джаро-белаканцев, лезгин и черкесов, он, между прочим, управлял временно Джаро-белоканскою областью. В то же время Безобразов исполнял обязанности начальника Лезгинской линии. Генерал Головин, осмотрев её в 1839 году, доносил военному министру, что нашёл её «в превосходном состоянии: повсюду строились посты, прорубались просеки, жители — видя справедливость и бескорыстие поставленной над ними власти, довольны своим положением и можно надеяться, что спокойствие и порядок, восстановленные деятельным и благоразумным управлением полковника Безобразова, дадут отличные результаты». И действительно, Безобразов установил такое спокойствие в крае, что корпусной командир проехал по линии, через вековые леса, имея при себе конвой лишь из вооружённых жителей.
В мае 1841 года Безобразов был зачислен по кавалерии, с назначением состоять при отдельном Кавказском корпусе. В июле того же года Безобразов был произведен в генерал-майоры, год командовал войсками Левого фланга Кавказской линии; в 1845 году, исполняя обязанности начальника кавалерии Чеченского отряда, участвовал в Даргинской экспедиции .
В январе 1847 года был назначен командиром Лейб-гвардии уланского полка, а 7 октября 1848 года получил в командование Кавалергардский её величества полк. В период его командования последним, состоялись два крупные события в истории полка: пожалование 20 апреля 1849 года литавр, некогда принадлежавших кавалергардии, сформированной Петром Великим и учреждение 1 июня 1851 года при полку заведения для призрения сирот из дочерей нижних чинов этого полка. В 1851 году Безобразов был назначен командиром 1-й бригады гвардейской кирасирской дивизии, в 1852 году произведён в генерал-лейтенанты, в 1854 году получил в командование 7-ю кавалерийскую дивизию, в 1860 году пожалован званием генерал-адъютанта и в 1861 году назначен командующим 4-м армейским корпусом.
Произведённый в генералы от кавалерии, Безобразов в 1864 году был зачислен членом в Александровский комитет о раненых. Высшим знаком отличия он имел орден Святого Александра Невского с алмазами.
Сергей Дмитриевич Безобразов умер 6 (18) декабря 1879 года в городе Санкт-Петербурге и был похоронен на Даниловском кладбище; могила утрачена.

## Награды
- Орден Святого Владимира 4 ст. с бантом (1831)
- Золотая сабля «За храбрость» (1831)
- Знак отличия за военное достоинство 4 ст. (1831)
- Орден Святого Станислава 1 ст. (1843)
- Орден Святой Анны 1 статьи (1845)
- Императорская корона к Ордену Святой Анны 1 ст. с мечами (1848)
- Орден Святого Владимира 2 ст. с мечами (1850)
- Орден Белого орла (1856)
- Орден Святого Александра Невского (1864)
- Бриллиантовые знаки к Ордену Святого Александра Невского (1868)[4].

## Личная жизнь
По выражению декабриста Н. И. Лорера, Безобразов был «один из красивейших мужчин своего века». В 1819 году перед его чарами не устояла Теофила Чернышёва и бежала с ним в Париж. Их внебрачный сын получил фамилию Сергеев:
- Сергей Сергеевич (1821—1891), будучи молодым офицером, с ним случился паралич глазного нерва в одном глазу, и вскоре потом та же участь постигла и второй глаз, и он ослеп. Не падая духом, он предался научным занятиям и стал профессором физиологии Женевского университета. Автор нескольких книг по физиологии. Жил постоянно в Швейцарии. По отзыву современницы, был очень красив, приятен в разговоре и обладал изумительной памятью.

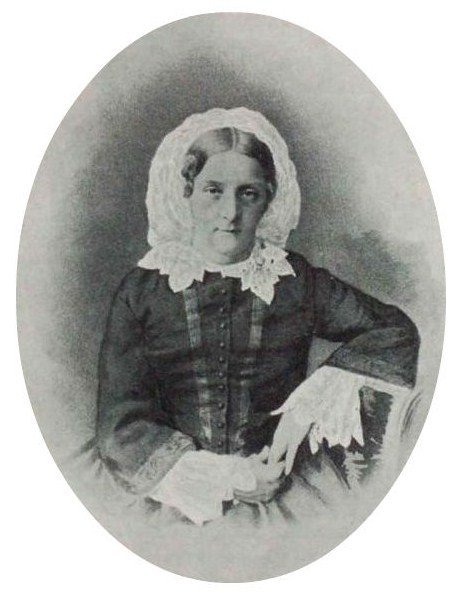
Любовь Александровна Хилкова (в замужестве Безобразова)
(1811—1859)

В конце 1833 году флигель-адъютант Безобразов с подачи самого императора Николая Павловича женился на фрейлине императорского двора, княжне Любови Хилковой (1811—1859). Известие о браке Безобразова с сестрой боевого генерала Степана Хилкова вызвало одобрение в обществе: «Лучше завести своё хозяйство, нежели волочиться весь свой век за чужими женами и выдавать за свои чужие стихи», — писал жене Пушкин. Вяземский писал по этому поводу А. И. Тургеневу:
Хилкова идет замуж за Безобразова, флигель-адъютанта, красавца, варшавского, и весьма доброго малого, несмотря на его ловеласнические похождения. В городе все удивляются этому браку, потому что ни с той, ни с другой стороны нет ничего.
 Свадьба была сыграна в Зимнем дворце в присутствии государя и императрицы; молодожёны поселились «в Графском переулке близ Таврического дворца в скромном домике, меблированном с большим вкусом». Безобразов сходил с ума от ревности, будучи убеждён, что император ухаживает за красавицей-женой. Семейные ссоры Безобразовых обсуждала вся столица. После очередного скандала Безобразова посадили под арест, а «княжна Люба» уехала в Москву, где у неё был выкидыш. Вяземский писал:
Кто бы подумал, что бедная Люба Хилкова, холодная, благоразумная, мерная, образцовая лединка Зимнего дворца будет героинею подобной трагической повести! Вот те и брак по любви! Теперь никто из девушек не посмеет выйти замуж по любви. Нет, брак по расчету вернее.
 Семейные неурядицы Безобразовых вызывали живой интерес А. С. Пушкина, как о том свидетельствуют записи в его дневнике: 
Он ревнив до безумия. Дело доходило не раз до драки и даже до ножа.— Он прогнал всех своих людей, не доверяя никому. Третьего дня она решилась броситься к ногам государыни, прося развода или чего-то подобного. Государь очень сердит. Безобразов под арестом. Он кажется сошел с ума.
 В браке была дочь:
- Александра Сергеевна (1848—1909), с 1879 года фрейлина двора, по отзыву современницы, была «умной, даровитой и красивой девицей».